# Vejerslev-Aidt-Thorsø Pastorat
Vejerslev-Aidt-Thorsø pastorat var et pastorat i Folkekirken under Aarhus Stift. Pastoratet omfattede tre sogne. Sognepræst i pastoratet er i øjeblikket Jakob Fink.
Pastoratet indgik i 2021 i Vejerslev-Aidt-Thorsø-Hvorslev-Gerning-Vellev-Haurum-Sall-Houlbjerg-Granslev Pastorat